# Alfred Ambs
Alfred Ambs (22 de Janeiro de 1923 – 30 de Março de 2010) foi um piloto alemão da Luftwaffe durante a Segunda Guerra Mundial. Voou em 75 missões de combate, nas quais abateu 7 aeronaves inimigas, o que fez dele um ás da aviação.
Pilotou pela última vez um Messerschmitt Me 262 da JG 7 no dia 23 de Março de 1945.